# Haus Egerland
Das Haus Egerland ist eine Schutzhütte der Sektion Eger und Egerland des Deutschen Alpenvereins (DAV). Sie liegt auf der Fränkischen Alb in Deutschland. Es handelt sich um eine Selbstversorgerhütte ohne Bewirtschaftung.

## Geschichte
Die Sektion Eger und Egerland wurde am 13. Juni 1894 in Eger im Hotel „Kronprinz“ als eine Sektion des Deutschen und Österreichischen Alpenvereins gegründet. Durch den Verkauf der Egerland-Hütte auf dem Gipfel des Roßbrand in den Radstädter Tauern im Ennstal wurde der Verein schuldenlos. Mit dem Verkaufserlös erwarben sie das Haus Egerland bei Hiltpoltstein, die Weihe und Eröffnung fand am 13. Juli 1985 statt. Die Sektion besitzt mit der Neuen Bubenreuther Hütte eine weitere Hütte in den Kitzbüheler Alpen.

## Lage
Das Haus Egerland liegt auf einer Höhe von 510 m ü. NHN in der Fränkischen Schweiz, bei Almos, einem Ortsteil von Hiltpoltstein.

## Zustieg
- Es existiert ein Parkplatz vor der Hütte.[3]

## Nachbarhütten
- Düsselbacher Hütte der Sektion Schwabach
- Laufer Hütte der Sektion Lauf
- Mittelfrankenhütte der Sektion Mittelfranken
- Falkenberghaus der Sektion Erlangen[4]

## Tourenmöglichkeiten
- Jura Elefant und Ruine Stierberg, 10,6 km, Gehzeit 4 Std.[5]

## Klettermöglichkeiten
- Almoser Wand, Höhe 16 m. Die Kletteranlage verfügt über 15 Routen, bis zum 9.+ Schwierigkeitsgrad.
- Regien Hiltpoltstein: Diese Region erstreckt sich von Hiltpoltstein an der B2 über Almos bis zu den Felsen rings um Strahlenfels. Insgesamt werden 27 Felsen angeboten mit unzähligen Routen und Schwierigkeitsgraden.[6]

## Karten
- Fritsch Karten: Nr. 65, Naturpark Fränkische Schweiz. ISBN 3-86116-065-X
Nr. 53, Blatt Süd, Veldensteiner Forst, Hersbrucker Alb. ISBN 3-86116-053-6
Nr. 72, Hersbrucker Alb in der Frankenalb, Pegnitz- und Hirschbachtal. ISBN 3-86116-072-2.